# Amphiporus fuscosparus
Amphiporus fuscosparus är en djurart som tillhör fylumet slemmaskar, och som beskrevs av Korotkevich 1977. Amphiporus fuscosparus ingår i släktet Amphiporus och familjen Amphiporidae. Inga underarter finns listade i Catalogue of Life.